# 地拉那的印度尼西亚共产主义流亡者
地拉那的印度尼西亚共产主义流亡者是指在1965年印度尼西亚军事政变和1965年—1966年的大屠杀发生后，流亡到阿尔巴尼亚首都地拉那的印度尼西亚共产党党员和同情者组成的群体。根据贾斯特斯·范·德·克罗夫教授的说法，在1970年代初，约有40名印度尼西亚共产主义者在地拉那居住，其中约有一半人组成印度尼西亚学生协会。存在于地拉那的这个群体经常为流亡的印度尼西亚共产党发声。该群体在地拉那出版英语双月刊刊物《印度尼西亚论坛》，印度尼西亚学生协会还出版杂志《印度尼西亚青年火焰》；他们通过非共产主义国家（主要是荷兰）向印度尼西亚国内邮寄这些刊物；这些刊物在印度尼西亚境内是非法的，持有其副本会遭到当局逮捕。1967年3月，地拉那广播电台开始每天两次用印度尼西亚语广播，直到1991年。1970年代后期中阿决裂后，一部分印度尼西亚共产主义者离开阿尔巴尼亚。此后，他们的出版活动也逐渐减少。徐小波（Swie Siauw Poh）和欧内斯特·皮农托安是该群体的主要组织者。作家查利克·哈米德在印度尼西亚政变前曾前往阿尔巴尼亚学习新闻学，他是《印度尼西亚论坛》和杂志《印度尼西亚青年火焰》的制作小组的成员之一，并担任地拉那广播电台的翻译；他一直待在阿尔巴尼亚，直到1989年。